# 聖マルタンのミサ
『聖マルタンのミサ』（せいマルタンのミサ、仏: Messe de Saint Martin、英: Mass of Saint Martin）は、17世紀フランスの画家ウスタシュ・ル・シュウールが1654-1655年にキャンバス上に油彩で制作した絵画である。38歳の若さで世を去った画家の死の前年に描かれた。マルムーティエ修道院のにあったが、1785年にパリに送られ、ダンジヴィレ伯爵の収集に入った。フランス革命中の1794年に伯爵から接収され、1810年以来、パリのルーヴル美術館に所蔵されている。

## 作品
画面には、トゥールの司教聖マルタンが行っているミサと、その時に起きた奇跡が描かれている。その奇跡は、ヤコブス・デ・ウォラギネの『黄金伝説』に記述されている。祭りの日に聖マルタンが聖堂に行く途中、後から裸の貧者がついてきた。聖マルタンは聖堂の助祭に貧者に服を着せるよう命じたが、なかなかことが運ばなかった。そこで、聖マルタンは聖具室に入って、貧者に彼のチュニックを与え、すぐに外に出るように命じた。
助祭がやってきて、聖マルタンにミサの時間だと告げると、彼は貧者が衣服を受け取るまで出ていくことはできないと答えたが、その貧者とは聖マルタン自身のことを意味していた。聖マルタンがカトリックの祭服を羽織っていたので、助祭は彼がチュニックを身に着けていなかったことを疑わず、彼の意味することが理解できなかった。しかし、聖マルタンは助祭に衣服を持ってくるようにいう。助祭は市場へ行くことを強制され、汚く短いチュニックを買ってくると、怒って聖マルタンの足元に投げつけた。彼はその肘と膝までしか達しない短いチュニックを身に着け、前に出てミサを始めた。すると、儀式の間に火の玉が聖マルタンの頭上に現れ、多くの人々がそれに気づいた。
画面右端の祭壇前で祈っているのが聖マルタンである。その頭上には今、火の玉が浮き上がっている。彼の背後には助祭がおり、この奇跡に気づいている。右側では、聖歌隊の少年が祭式の時に人や物に向けて振る提香炉を手にしている。左側前景には讃嘆の仕草をする女性がおり、背景にいる何人かの修道士たちが祈りを捧げている。
水平線、垂直線を多用した古典的な構図の中で、左から右に進む人物の動きが静謐なドラマを形成し、深い宗教性をたたえた、清澄な画面を生み出している。簡素な構図、横顔で表された人物像の圧倒的な存在感、小さな頭部と垂直に垂れ下がる衣服の襞、建築の厳粛性、場面を浸す黄金色の光、明るく華やかな色彩は、すべて細密画を連想させる。 